# ۷۳۱ (میلادی)
۷۳۱ (میلادی) هفتصد و سی و یکمین سال تقویم میلادی است.

## درگذشتگان
- ۱۱ فوریه – گرگوری دوم، کشیش و کتابدار ایتالیایی (ز. ۶۶۹)